# 고니시 히나타
고니시 히나타(일본어: 小西 陽向, 2001년 12월 21일~)는 일본의 축구 선수이다.

## 구단 경력
그는 2020년 J3리그의 AC 나가노 파르세이루에 입단했다.